# Iglesia vieja de Petäjävesi

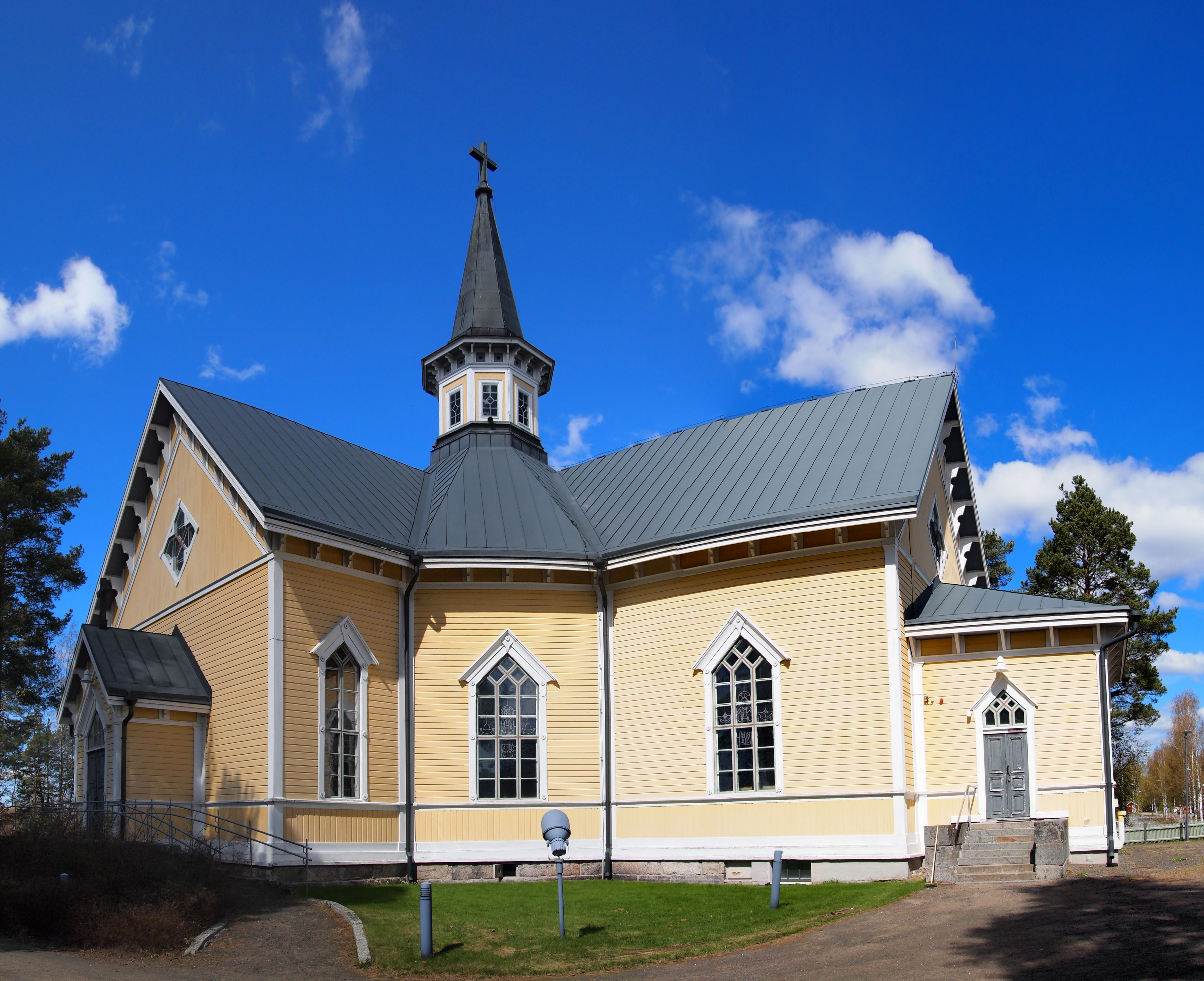
Nueva iglesia en madera de Petäjävesi.

El  Iglesia vieja de Petäjävesi es una iglesia luterana finlandesa inscrita en la lista del patrimonio de la Humanidad de la Unesco desde 1994. Situada en el municipio de Petäjävesi (centro-oeste de Finlandia), la iglesia se encuentra a 31 kilómetros al oeste de Jyväskylä. Fue construida por el maestro-carpintero Jaakko Klementinpoika Leppänen entre 1763 y 1765. Su estructura básica sigue un plan en cruz griega de brazos iguales, coronada por una cúpula octogonal. El conjunto del edificio se hizo enteramente de pino natural, con solamente un poco de color rojo-ocre en sus bóvedas interiores, según una tradición medieval. Las bóvedas tienen grabadas las iniciales de los carpinteros que participan en su construcción. 
En 1821, el hijo menor del maestro-carpintero, Erkki Jaakonpoika Leppäne, acabó la obra añadiendo un campanario, una puerta de acceso y una sacristía al este. 
Las ventanas también se ensancharon. La iglesia y el campanario están cubiertos con tejas triangulares, también en madera de pino. En el interior se encuentra un púlpito notable que se apoya en una estatua antigua de San Cristóbal. Están tallados los cuatro apóstoles y numerosos ángeles. Del otro del coro se encuentra un estrado en el que actuaba una coral, la iglesia nunca dispuso de órgano. Detrás del altar cuelga una pintura de Carl Frederik Blom, la “Santa Confirmación”, así como dos retratos de Moisés y Martín Lutero. Como numerosas iglesias antiguas escandinavas, se construyó cerca de un lago, permitiendo así un acceso fácil por agua y también durante los períodos invernales. 
En 1879 se construyó una nueva iglesia de madera. El campanario y el cementerio de la antigua iglesia se utilizaron sin embargo hasta los años veinte. Con el impulso de la Mesa nacional de las Antigüedades y del Fondo central de la Iglesia de Finlandia, se realizaron varias restauraciones en los años ochenta y noventa. Concernieron esencialmente al tejado y a la estructura. La pared meridional se protegió en 1987, y las partes descompuestas del campanario en 1989 y 1992. La pared que rodea el edificio y el cementerio data de 1997. La iglesia se utiliza de vez en cuando para grandes ceremonias religiosas, incluidos bautismos y matrimonios, así como para conciertos. En 1997, algunos voluntarios construyeron un barco iglesia que existía antes para transportar a los fieles a los oficios. Se utiliza como atracción turística. Lleva el nombre de la esposa del primer maestro-carpintero Jaako Klementinpoika Leppänen, “Anna”.

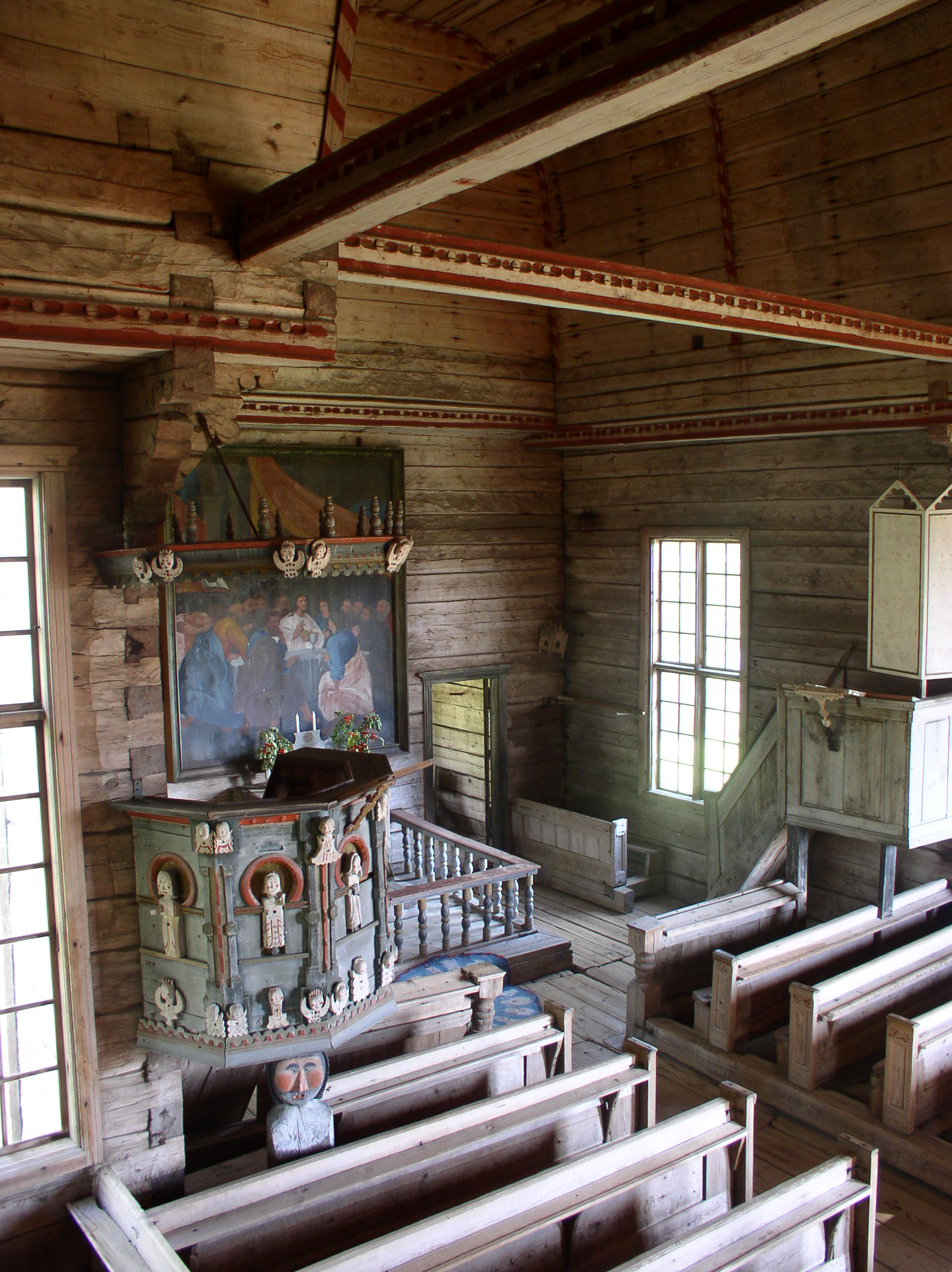
Púlpito y escultura de San Cristóbal.
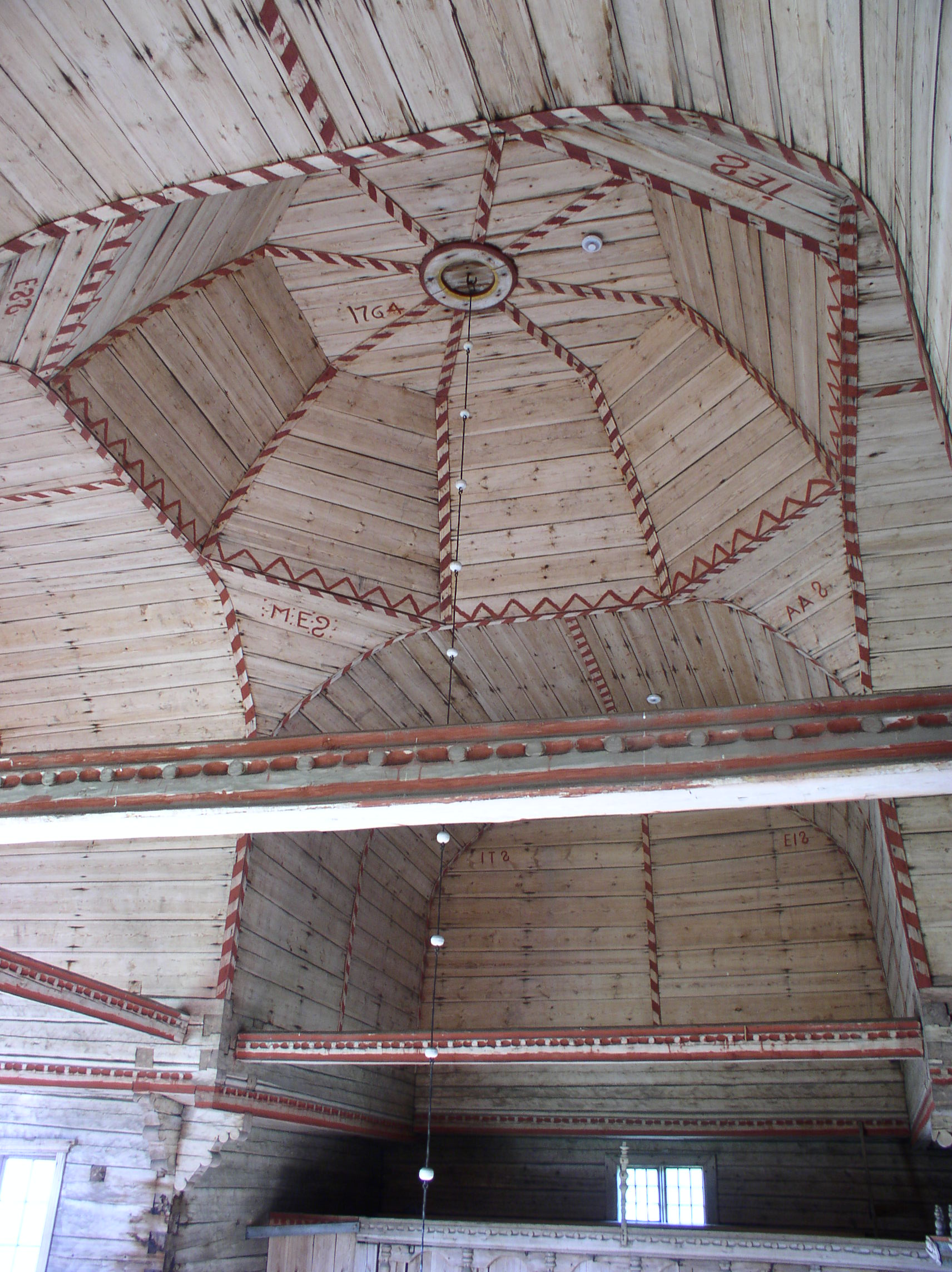
Bóveda de pino de la iglesia.